# شباس الملح
شباس الملح قرية رئيسية تابعة لمركز دسوق التابع لمحافظة كفر الشيخ في جمهورية مصر العربية.

## التاريخ
قرية شباس الملح من القرى القديمة، حيث وردت باسم «شباس الملح» في أعمال الغربية ضمن قرى الروك الصلاحي التي أحصاها ابن مماتي في كتاب قوانين الدواوين، كما وردت باسم «شباس الملح» في أعمال الغربية ضمن قرى الروك الناصري التي أحصاها ابن الجيعان في كتاب «التحفة السنية بأسماء البلاد المصرية». وفي العصر العثماني وردت باسم «شباس الملح» في التربيع العثماني الذي أجراه الوالي العثماني سليمان باشا الخادم في عصر السلطان العثماني سليمان القانوني ضمن قرى ولاية الغربية، وفي تاريخ 1228هـ/1813م الذي عدّ قرى مصر بعد المسح الذي قام به محمد علي باشا باسم «شباس الملح» ضمن قرى مديرية الغربية.

## السكان
حسب إحصاءات سنة 2006، بلغ إجمالي السكان في شباس الملح 22114 نسمة، منهم 11080 رجل و11034 امرأة.

## الوحدة المحلية بقرية شباس الملح
القرية الرئيسية هي قرية شباس الملح، ويتبعها 5 قرى فرعية و58 عزبة وكفر ونجع:
- شباس الملح
- محلة مالك
- الإبراهيمية
- منشأة زعلوك
- كفر السودان
- الزوامل.[1]

## توابعها
- كوم النص.
- عبد الرحمن الفار.
- قبيبة البحرية.
- قبيية القبلية.
- أبو دنيا.
- سعد عيسى.
- الخولي.
- الدلالة.
- عبد العال السيد.
- راغب.
- محرم.
- أحمد حسين.
- سرور.
- عادل.
- أبو النجا.
- المصري.
- الصردي
- سيد أحمد عيسى.
- سعد عبد الفتاح.
- السيد عبد العال.
- أبو خشبة.
- سعد المساح.